# Hwado

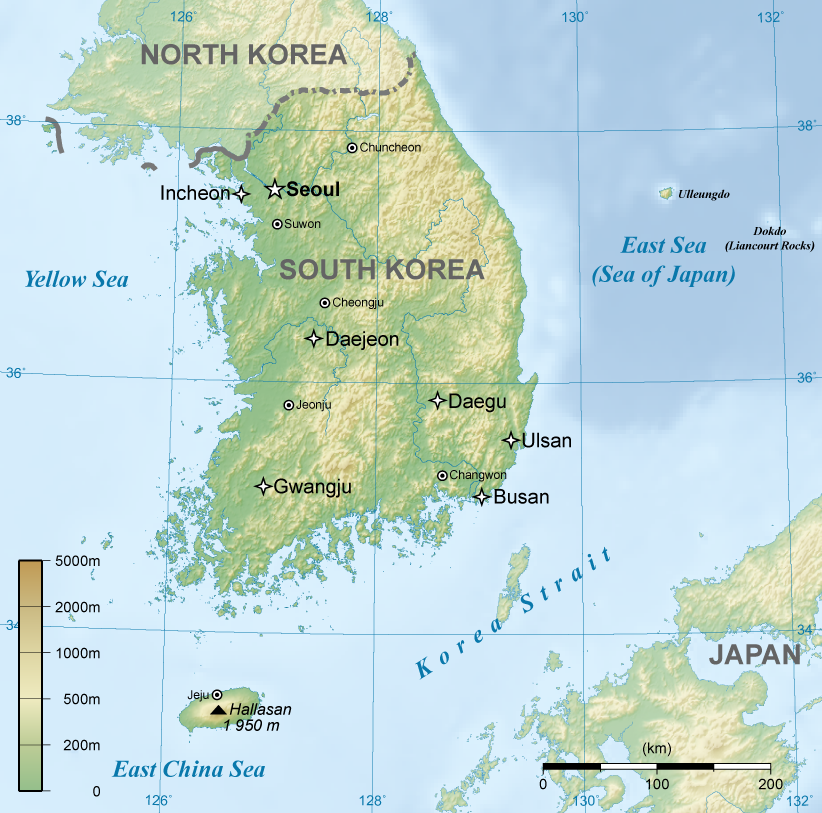
Mapa da Coreia do Sul, Hwado se situa ao sul de Changwon, e ao oeste de Bunsan

Hwado é uma pequena ilha desabitada, localizada na face sul da Coreia do Sul, no Mar do Japão. A ilha se localizada entre a costa da Coreia do Sul e ailha Budo.